# Please Please Me (альбом)
| Оценки критиков               | Оценки критиков |
| Источник                      | Оценка          |
| ----------------------------- | --------------- |
| AllMusic                      | [ 5 ]           |
| The A.V. Club                 | A               |
| Consequence of Sound          | A−              |
| The Daily Telegraph           | [ 8 ]           |
| Encyclopedia of Popular Music | [ 9 ]           |
| MusicHound                    | [ 10 ]          |
| Paste                         | 92/100          |
| Pitchfork                     | 9.5/10          |
| The Rolling Stone Album Guide | [ 13 ]          |
| Sputnikmusic                  | 4/5             |
| Q                             | [ 15 ]          |

Please Please Me (с англ. — «Пожалуйста, обрадуй меня») — дебютный студийный альбом британской рок-группы The Beatles, выпущенный 22 марта 1963 года на лейбле Parlophone.

## Об альбоме
Ко времени записи диска группа существовала уже два года и за это время успела дать множество концертов в различных клубах Ливерпуля и Гамбурга, поэтому материала для первого альбома было предостаточно. Часть песен написана не «Битлз», а является кавер-версиями популярных в то время композиций. Другая часть написана Джоном Ленноном и Полом Маккартни. Самой успешной стала заглавная песня «Please Please Me», которая вышла синглом и стала первой песней The Beatles, достигшей первого места в британских хит-парадах. Популярными стали также «I Saw Her Standing There» и «Love Me Do».
В альбоме Please Please Me присутствуют песни других исполнителей, самая известная из них — «Twist and Shout». Песня требовала сильных вокальных данных, и Джон Леннон практически сорвал себе голос после записи этого номера. Но продюсер Джордж Мартин предвидел это и специально оставил запись «Twist and Shout» последней из всех песен альбома. Леннон вспоминал впоследствии: «Мы всегда оставляли „Twist and Shout“ на конец концерта. Я не мог просто петь эту чёртову песню, я всегда срывал голос». Тем не менее, на концерте на стадионе «Ши» (Нью-Йорк) The Beatles исполнили её первой.
Диск был записан на двухдорожечном оборудовании BTR (British Tape Recorder). Одна дорожка была использована для инструментов, вторая для вокала. Стерео-микс был сделан позднее, с лёгким наложением реверберации для того, чтобы дорожки лучше сливались. Это нормально звучало при прослушивании через колонки, но в наушниках это воспринимается очень плохо.
На этой пластинке авторство песен The Beatles указано как «McCartney/Lennon». Начиная со второго альбома, порядок поменяли, и авторство указывалось в известной всем форме: «Lennon/McCartney».
В британском хит-параде альбом находился на первом месте в течение 30 недель подряд с 11 мая 1963 года (CD-версия достигла 32-го места в 1987 году).

## Список композиций
Слова и музыка всех песен — написаны Джоном Ленноном и Полом Маккартни, за исключением отмеченных особо.
| №  | Название                              | Вокал                       | Длительность |
| -- | ------------------------------------- | --------------------------- | ------------ |
| 1. | «I Saw Her Standing There»            | Пол Маккартни               | 2:54         |
| 2. | «Misery»                              | Джон Леннон и Пол Маккартни | 1:50         |
| 3. | «Anna (Go to Him)» (Артур Александер) | Джон Леннон                 | 2:57         |
| 4. | «Chains» (Джерри Гоффин, Кэрол Кинг)  | Джордж Харрисон             | 2:23         |
| 5. | «Boys» (Лютер Диксон, Вес Фарелл)     | Ринго Старр                 | 2:27         |
| 6. | «Ask Me Why»                          | Джон Леннон                 | 2:27         |
| 7. | «Please Please Me»                    | Джон Леннон                 | 1:59         |

| №  | Название                                                 | Вокал                       | Длительность |
| -- | -------------------------------------------------------- | --------------------------- | ------------ |
| 1. | «Love Me Do»                                             | Пол Маккартни и Джон Леннон | 2:18         |
| 2. | «P.S. I Love You»                                        | Пол Маккартни               | 2:05         |
| 3. | «Baby It’s You» (Берт Бакарак, Мак Дэвид, Барни Уильямс) | Джон Леннон                 | 2:38         |
| 4. | «Do You Want to Know a Secret?»                          | Джордж Харрисон             | 1:59         |
| 5. | «A Taste of Honey» (Бобби Скотт, Рик Марлоу)             | Пол Маккартни               | 2:05         |
| 6. | «There’s a Place»                                        | Джон Леннон и Пол Маккартни | 1:52         |
| 7. | «Twist and Shout» (Фил Медли, Берт Расселл)              | Джон Леннон                 | 2:32         |

## Участники записи
The Beatles:
- Джон Леннон — вокал, ритм-гитара, акустическая гитара, бэк-вокал, губная гармоника, хлопки
- Пол Маккартни — бас-гитара, ведущий вокал, бэк-вокал, хлопки
- Джордж Харрисон — соло-гитара, бэк-вокал, акустическая гитара, вокал на «Chains» и «Do You Want to Know a Secret?», хлопки
- Ринго Старр — ударные, вокал на «Boys», хлопки, тамбурин, маракас

Дополнительные музыканты и продакшн:
- Джордж Мартин — продюсирование, сведение, дополнительные аранжировки, фортепиано на «Misery», челеста на «Baby It’s You»
- Норман Смит — работа со звуком и микширование
- Энди Уайт[англ.] — ударные на «Love Me Do» и «P.S. I Love You»

## Хронология выхода
- 22 марта 1963 (моно)
- 26 апреля 1963 (стерео)
- 26 февраля 1987 (CD)